# Pseudobradya brevicaudata
Pseudobradya brevicaudata är en kräftdjursart som beskrevs av Soyer 1974. Pseudobradya brevicaudata ingår i släktet Pseudobradya och familjen Ectinosomatidae. Inga underarter finns listade i Catalogue of Life.